# Kazimierz Olechnowicz-Czerkas
Kazimierz Olechnowicz-Czerkas (ur. 16 marca 1893 w Sienicznie, zm. 23 kwietnia 1972) – major pilot Wojska Polskiego, kawaler Orderu Virtuti Militari.

## Życiorys
Syn Hilarego i Anastazji z d. Doroszkowskiej. Ukończył szkołę handlową w Kijowie, a następnie rozpoczął studia na Wydziale Budowy Maszyn Politechniki Kijowskiej. Po wybuchu I wojny światowej został powołany do odbycia służby w armii carskiej. 1 grudnia 1914 roku został skierowany na przeszkolenie do Oficerskiej Szkoły Wojskowej w Kijowie, które ukończył 1 maja 1915 r. Otrzymał przydział do 2. kaukaskiego pułku strzelców i w jego składzie walczył na froncie. 1 maja 1917 roku został skierowany na przeszkolenie pilotażowe w szkole lotniczej w Gatczynie, które ukończył 1 września. W późniejszym czasie wstąpił do I Korpusu Polskiego w Rosji i służył w tamtejszym I Polskim Oddziale Awiacyjnym.
4 lutego 1919 roku wstąpił do odrodzonego Wojska Polskiego i, jako wyszkolony lotnik, otrzymał 22 lutego przydział do 2. eskadry lotniczej. 28 czerwca został skierowany na przeszkolenie do Francuskiej Szkoły Pilotów w Warszawie, po ukończeniu której rozpoczął kurs wyższego pilotażu w Stacji Lotniczej Ławica. 15 maja 1920 roku powrócił do służby w 2 eskadrze wywiadowczej.
Podczas lotów bojowych wyróżnił się odwagą. 6 czerwca 1920 roku, podczas lotu w załodze z ppor. obs. Antonim Romanowskim, został ranny w trakcie ataku na oddziały Armii Czerwonej. 4 lipca 1920 roku, po włączeniu w skład 9. eskadry wywiadowczej, w rejonie Rudych Sioł rozpoznał oddziały kawalerii nieprzyjaciela i przeprowadził na nie skuteczny atak. Pomimo odniesienia dwóch ran kontynuował atak do momentu rozproszenia oddziałów wroga.
We wrześniu 1920 roku przeprowadził szereg ataków na pozycje nieprzyjaciela w rejonie wsi Hoże nad Niemnem. Jego ataki przyczyniły się do zdobycia pozycji nieprzyjaciela przez polskie oddziały. 7 września 1920 roku otrzymał przydział do 13. eskadra liniowej i w jej składzie walczył na Froncie Litewsko-Białoruskim. 1 października 1920 roku ostrzelał wrogi obóz wojskowy i trzy samochody w rejonie szosy Nowogródek-Mir.
Po zakończeniu działań wojennych pozostał w Wojsku Polskim. 11 kwietnia 1921 roku objął stanowisko zastępcy dowódcy w 18. eskadrze wywiadowczej. W 1923 roku został przydzielony do Centralnych Zakładów Lotniczych (CZL) w Warszawie. W czerwcu 1925 roku został przeniesiony do 4 pułku lotniczego w Toruniu. Z dniem 1 lutego 1926 roku został wyznaczony na stanowisko pełniącego obowiązki dowódcy II dyonu, a 4 maja został zatwierdzony na tym stanowisku. 3 maja 1926 roku został mianowany majorem ze starszeństwem z 1 lipca 1925 roku i 3. lokatą w korpusie oficerów aeronautycznych. W listopadzie 1928 został zwolniony z zajmowanego stanowiska i oddany do dyspozycji dowódcy Okręgu Korpusu Nr VIII, a z dniem 31 sierpnia 1929 przeniesiony w stan spoczynku.
Po kampanii wrześniowej przedostał się do Wielkiej Brytanii, gdzie wstąpił do RAF. Otrzymał numer służbowy P-1454, służył w 305. dywizjonie bombowym.
Zmarł 23 kwietnia 1972 roku i został pochowany na cmentarzu komunalnym przy ul. Dusznickiej w Kłodzku (sektor B8-1-7).

## Ordery i odznaczenia
- Krzyż Srebrny Orderu Wojskowego Virtuti Militari nr 8075 (27 lipca 1922)[20]
- Krzyż Walecznych[21]
- Medal Lotniczy (trzykrotnie)[1]
- Polowa Odznaka Pilota nr 24 (11 listopada 1928)[22]
- włoska Odznaka Pilota (28 marca 1923)[23]